# Michał Sopoćko
Beato Miguel – Michał Sopoćko (região de Vilnius, 1 de novembro de 1888 — Białystok, 15 de fevereiro de 1975) foi um presbítero polaco, professor de teologia e confessor de Santa Faustina Kowalska, apelidado por ela o Apóstolo da Divina Misericórdia (Diário 1081).

## Vida
Sopoćko nasceu de pais poloneses em 1 de novembro de 1888 em Juszewszczyzna (também conhecido como Nowosady) perto de Valozhyn, dentro do Império Russo, hoje Bielorrússia. Ele entrou no Seminário de Sacerdotes de Vilnius em 1910 e foi ordenado em 1914. Era sacerdote em Vilnius (1914–1918), então capelão do exército em Varsóvia e Vilnius durante a Primeira Guerra Mundial. Depois de obter seu doutorado em teologia, em 1926, tornou-se diretor espiritual do Seminário em Vilnius e, em 1928, professor de teologia pastoral na Universidade Stefan Batory, em Vilnius.

## Divina Misericórdia
Sopoćko apoiava muito a devoção da Divina Misericórdia de Faustina Kowalska e, em seu diário (Caderno V, item 1238), declarou: "Este sacerdote é uma grande alma, totalmente cheia de Deus". Desde 1931, Kowalska tentava (sem sucesso) encontrar alguém para pintar a imagem da Divina Misericórdia, até Sopoćko se tornar seu confessor, em meados de 1933. Em janeiro de 1934, Sopoćko encarregou o artista Eugeniusz Kazimirowski (que também era professor na universidade) para pintar a imagem.
Na sexta-feira, 26 de abril de 1935, Sopoćko proferiu o primeiro sermão sobre a Divina Misericórdia, e Kowalska participou do sermão. A primeira missa durante a qual a imagem da Divina Misericórdia foi exibida foi em 28 de abril de 1935, no domingo da Divina Misericórdia (a primeira após a Páscoa). Sopoćko conseguiu permissão para colocar a pintura dentro do Portão do Amanhecer, em Vilnius, enquanto celebrava a missa naquele domingo.
No verão de 1936, Sopocko escreveu a primeira brochura sobre o culto da Divina Misericórdia e obteve o imprimatur do Arcebispo Jalbrzykowski. A brochura trazia a imagem da Divina Misericórdia na capa.

## Veneração
O caso de beatificação de Sopoćko foi iniciado no Vaticano, em 1987. Em 2004, o papa João Paulo II emitiu um decreto sobre as virtudes do padre Sopoćko. Em dezembro de 2007, o papa Bento XVI aprovou um milagre através de sua intercessão. Sua beatificação solene ocorreu no domingo 28 de setembro de 2008 no Santuário da Divina Misericórdia em Białystok.